# Wolfgang Schmieder
Wolfgang Schmieder (29. května 1901 – 8. listopadu 1990) byl německý muzikolog.
Narodil se v německém městě Bromberg (dnes Bydhošť, Polsko). V roce 1950 publikoval BWV, plným jménem Bach-Werke-Verzeichnis (Katalog Bachových děl), soupis hudebních děl Johanna Sebastiana Bacha. Jeho číslování je považováno za standardní a je užíváno učenci a hudebníky po celém světě. Od dubna 1942 do roku 1963, kdy odešel do důchodu, pracoval jako zvláštní znalec hudby v Městské a univerzitní knihovně na Johann Wolfgang Goethe-Universität. Poté žil ve Freiburgu im Breisgau až do své smrti ve věku 89 let.